# 旅順港閉塞作戦

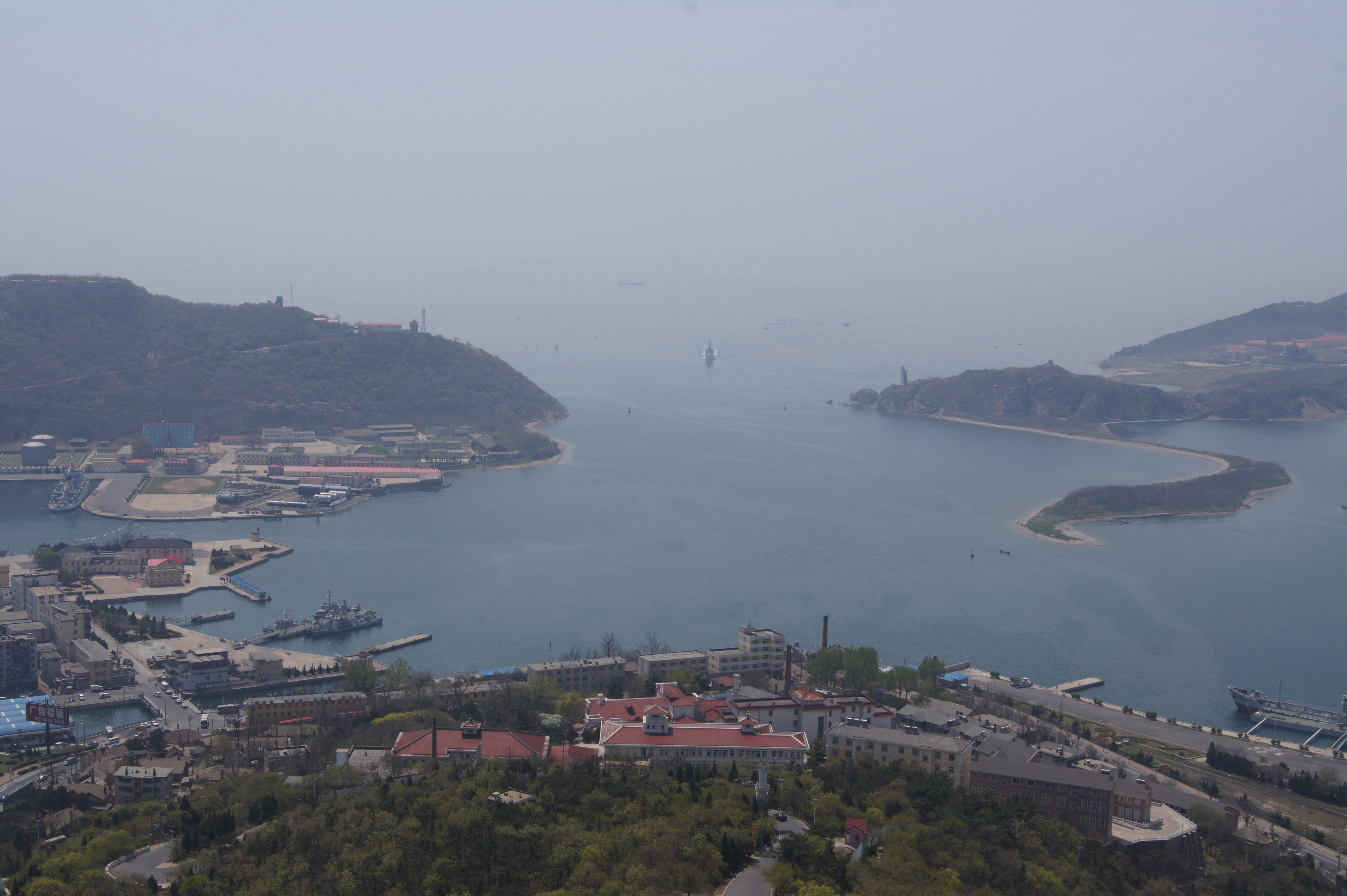
半島と半島に挟まれた海域が閉塞作戦の対象となった湾口。白玉山塔より撮影

旅順港閉塞作戦（りょじゅんこうへいそくさくせん）とは、1904年（明治37年）2月からの日露戦争における旅順口攻撃において、大日本帝国海軍が行ったロシア帝国海軍旅順艦隊の海上封鎖作戦（閉塞作戦）である。三次にわたって行われたがいずれも旅順港を十分封鎖するに至らなかった。

## 背景
朝鮮半島をめぐり日露関係が悪化すると、日本では対露戦を想定して作戦計画が検討されたが、主戦場が中国大陸（満州）のために日本は陸軍に対する補給を海上輸送に頼らなければならない事情があった。また世界最強と謳われたバルチック艦隊と旅順艦隊（太平洋艦隊）が合同した場合には、日本側が不利となると判断された。
秋山真之はアメリカ合衆国へ留学して兵学研究を行い、観戦武官として米西戦争に参加し、艦隊による近接封鎖からサンチャゴ閉塞作戦とサンチャゴ・デ・キューバ海戦に至る経過を観戦し、海上戦力の理論的研究を行っていた。秋山は封鎖はリスクが大きいと考えていたが、二等戦艦「鎮遠」を用いて湾口を閉鎖する作戦を計画し、有馬良橘中佐は機密で旅順の実地調査を行って封鎖作戦を研究し、1903年（明治36年）にバラストを満載した古い艦船を湾口に沈め、幅273mの旅順港の入り口を閉塞する作戦を軍令部に対して提出していた。連合艦隊司令部が発足すると、作戦計画である「機密第一二〇号」が発せられる。開戦当初の作戦計画では、海軍は旅順、仁川のロシア艦隊の撃破と、陸軍への支援が任務とされ、連合艦隊司令長官の東郷平八郎や参謀長の島村速雄は閉塞作戦を見送った。
連合艦隊は第一次・第二次の旅順艦隊攻撃を行い、湾外に出ての戦闘を回避して安全な湾内に留まる旅順艦隊に対し、水雷艇での奇襲や湾口への機雷の敷設を行ったが、沿岸砲台で防備された旅順港内の艦隊には決定的打撃は与えられずにいた。

## 経過

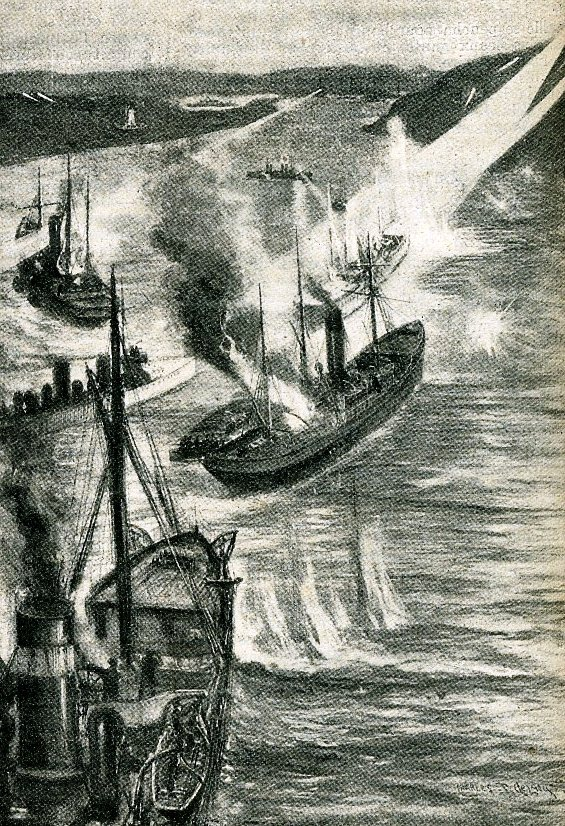
第2次閉塞作戦を描いたイラスト。ロシア軍はサーチライトを効果的に利用し日本軍を撃退した

### 第一次閉塞作戦
2月18日、東郷は第三次行動となる旅順口閉塞と港内間接射撃の作戦発動を命令した。5隻の老朽船と77名の志願兵からなる閉塞船団が組織され、23日23時50分、警戒および襲撃を任務とする第五駆逐隊（司令：真野巌太郎中佐。陽炎、不知火、叢雲、夕霧）と閉塞船団は旅順港近くの老鉄山下に進出した。
24日0時30分より月が没すると黄金山・城頭山・白銀山のロシア砲台からサーチライトの照射が始まった。第五駆逐隊は探照灯を避けながら老鉄山東岸に沿って徐々に進んだがついに発見された。1時30分に探照灯の消灯に乗じて偵察を行ったところ、駆逐艦2隻と艦種不明の1隻を発見し、これに魚雷攻撃を行った。
襲撃の後、水雷艇を用いた航路偵察が行われたが、探照灯により発見され砲撃を受けた。陸上砲台の砲撃停止と航路が確認されたため、老鉄山沖に待機していた5隻の閉塞船団は4時15分より天津丸、報国丸、仁川丸、武揚丸、武州丸の順で突入を開始した。ロシア軍の沿岸砲台からサーチライトと激しい砲撃を浴びせられ、閉塞船団は位置の把握も困難となった。報国丸が戦艦レトヴィザンからの砲撃を受けつつもかろうじて湾口の灯台下で自沈できたものの、他の閉塞船は湾口の手前で自沈し、閉塞は不十分なものとなった。
水雷艇隊は危険を冒して閉塞船から脱出した突入隊の収容を行った。天津丸・報国丸・武揚丸の乗員は第十四艇隊により収容されたが、第九艇隊（燕欠）は攻撃を行ったため仁川丸・武州丸の乗員収容が行えなかった。24日中に仁川丸・武州丸の乗員が収容できなかったため、更に東郷長官は25日に千早・龍田を旅順口へ派遣して捜索を続けたが発見できなかった。
一方、両船の乗員達は砲火を避け隠れながら洋上を彷徨った後に偶然遭遇して合流し、ジャンク船等を使って清国の煙台にたどり着き、水野幸吉領事と森義太郎中佐と連絡を取ることに成功して帰還を果たした。なお、この時海外のメディアに輸送船を沈めたことを報じられ、陸軍にも秘匿していた閉塞作戦が明るみに出ることとなった。
この作戦で機関兵1名が死亡した。

### 第二次閉塞作戦
第二次閉塞作戦は、3月27日未明に決行された。4隻の閉塞船を投入して実行されたが、またもやロシア軍に察知されて失敗した。この作戦においては、閉塞船「福井丸」を指揮した広瀬武夫少佐（のち中佐に特進）が戦死し、のちに軍神とされ崇められた。また、杉野孫七上等兵曹（没後、兵曹長）、信号兵曹、機関兵の計４名が戦死している。

### 第三次閉塞作戦
第三次閉塞作戦は、5月2日夜に実施された。12隻もの閉塞船を用いた最大規模の作戦であったが、天候不順により総指揮官の林三子雄中佐は作戦の中止を決断する。
しかし、中止命令が後続艦に行き渡らず閉塞船8隻及び収容隊がそのまま突入した。結局それらの閉塞船も沿岸砲台によって阻まれ、湾の手前で沈められた。
この際、野村勉少佐、向菊太郎少佐、白石葭江少佐、湯浅竹次郎少佐、高柳直夫少佐、内田弘大尉、糸山貞次大尉、山本親三大尉、笠原三郎大尉、高橋静大尉、寺島貞太郎機関少監、矢野研一機関少監、岩瀬正機関少監、清水機関少監、青木好次大機関士のほか、多数の准士官、下士及び卒らも戦死又は行方不明となっている。

## その後
作戦後、東郷司令長官は「第三次閉塞作戦ハ概ネ成功セリ」と大本営に打電したが、旅順艦隊は依然出入港可能な状態であり、当時日本が保有していた1000総ｔ以上の商船197隻のうちの1割に当たる21隻が投入された本閉塞作戦は事実上の失敗に終わった。
一方、ロシア側ではウラジオストク巡洋艦隊を派遣させ連合艦隊の旅順からの引き離しを図るとともに、バルチック艦隊の回航を決定する。
独力での旅順艦隊の無力化に固執していた日本海軍であったが、度重なる閉塞作戦の失敗に加えてウラジオストク巡洋艦隊の通商破壊作戦への対処を余儀なくされただけでなく、6隻あった戦艦のうち「初瀬」「八島」を5月15日に触雷により失い、更に困難な状況に陥った。
バルチック艦隊到着までの時間的猶予は限られており、ついに海軍は旅順（旅順要塞）攻略を陸軍に要請。陸軍は乃木希典大将を司令官とする第三軍を編成し旅順攻囲戦を開始し、旅順の戦闘は陸上戦に移行した。
攻略戦の渦中で占領された大弧山や海鼠山などの地点からの観測による日本陸軍の砲撃に加え、ウラジオストクへの脱出の試みも黄海海戦で連合艦隊によって阻まれて、旅順艦隊は無力化された。艦船の一部武装は陸上陣地に回され、海上戦闘が行えなくなった旅順艦隊の兵も要塞防衛の補充兵として陸上戦に投入されていった。
6万名近い死傷者を出しつつ日本陸軍が旅順を攻略するまでに港内の艦船はキングストン弁を開いて自沈しており、旅順艦隊は完全に殲滅された。

## 閉塞船

### 第一次閉塞作戦
- 天津丸：有馬良橘中佐 他16名
- 報国丸：広瀬武夫少佐 他15名
- 仁川丸：斎藤七五郎大尉 他15名
- 武揚丸：正木義太大尉 他13名
- 武州丸：鳥崎保三中尉 他13名

### 第二次閉塞作戦
- 千代丸：有馬良橘中佐 他16名
- 福井丸：広瀬武夫少佐 他16名
- 弥彦丸：斎藤七五郎大尉 他14名
- 米山丸：正木義太大尉 他14名

### 第三次閉塞作戦
- 総指揮官：林三子雄中佐
- 第一小隊
  - 新発田丸：遠矢勇之助大尉 他24名
  - 小倉丸：福田昌輝少佐 他20名
  - 朝顔丸：向菊太郎大尉 他17名
  - 三河丸：匝瑳胤次大尉 他17名
- 第二小隊
  - 遠江丸：本田親民少佐 他17名
  - 釜山丸：大角岑生大尉 他17名
  - 江戸丸：高柳直夫大尉 他17名
- 第三小隊
  - 長門丸：田中銃郎少佐 他21名
  - 小樽丸：野村勉大尉 他16名
  - 佐倉丸：白石葭江大尉 他19名
- 第四小隊
  - 相模丸：湯浅竹次郎大尉 他25名
  - 愛国丸：犬塚太郎大尉 他23名

向、高柳、野村、白石、湯浅の各大尉は戦死とされ少佐へ進級した。